# Lumlarnas förtrollade skog
Lumlarnas förtrollade skog (portugisiska: Perlimps) är en brasiliansk animerad film från 2022 regisserad och skriven av Alê Abreu.

## Handling
I den magiska skogen ligger två rivaliserande kungariken, solens och månens. En dag hotar jättarna att förstöra skogen såväl som de två kungadömena. Claé och Bruô, hemliga agenter från de två respektive kungadömena, skickas ut för att övertala Perlims, de enda varelser som kan rädda deras gemensamma värld.

## Rollista
- Giulia Benite – Bruô
- Lorenzo Tarantelli – Claé
- Stenio Garcia – João de Barro

### Svenska röster
- Orlando Wahlsteen – Klo
- Leo Forsgren – Bruno
- Bengt Järnblad – Justus Brednäbb
- Övriga röster – Astrid Tägt, Mikael Regenholz, Josefine Ekman
- Regissör och tekniker – Hans Engström, Mikael Regenholz
- Översättare – Mikael Regenholz
- Producent – Hans Engström
- Svensk version producerad av Nordic United AB[2]